# Davlekanovskij rajon
Il Davlekanovskij rajon (in russo Давлекановский район?) è un municipal'nyj rajon della Repubblica della Baschiria, nella Russia europea.